# Karamalz

Logo

Karamalz ist eine Marke der Mannheimer Privatbrauerei Eichbaum für Malzbier.
Mit einem Alkoholgehalt von 0,0 % Vol. gehört Karamalz nach deutschem und Schweizer Lebensmittelrecht zu den alkoholfreien Getränken. Neben dem klassischen Malzbier „Karamalz Classic“ gibt es die Sorten „Karamalz Fresh Lemon“ und „Karamalz Light“.

## Geschichte
Das „Henninger Karamell-Kraftbier“ wurde seit 1955 im Frankfurter Raum von Henninger Bräu vertrieben. 1958 wurde neben der Rezeptur auch der Name auf Karamalz geändert sowie als Marke angemeldet. 1961 wurde Karamalz als Warenzeichen eingetragen. Das Getränk enthält 184 kJ/100 ml.
1998 wurde die Sorte „Karamalz Fresh Lemon“ eingeführt, ein Mischgetränk aus Malzbier und Limonade mit zugesetzter Ascorbinsäure (Vitamin C).
Durch die Umstrukturierung von Henninger Bräu kam die Marke 2001/2002 zur Eichbaum-Brauerei.
2005 wurde ein Getränk namens „Kara-Aktiv Lemon“ (später: „Karamalz Aktiv Lemon“) mit Zusatz von Calcium, Magnesium und Ascorbinsäure eingeführt, das aber später wieder vom Markt genommen wurde; 2016 erfolgte die Einführung von „Karamalz Light“ (kalorienreduziert, mit Süßstoff).

## Zutaten
Wasser, Gerstenmalz, Glucose-Fructose-Sirup, Kohlensäure, Hopfenextrakt und bei Karamalz Light zusätzlich Farbstoff E 150c (Zuckercouleur).

## Zusatzinformationen
- In den Anfangsjahren wurde Karamalz in einer geschützten Keulenflasche mit Bügelverschluss vertrieben. In den 1970er und 1980er Jahren wurde Karamalz überwiegend in handelsüblichen 0,5-Liter-Euro2-Bierflaschen, aber auch in Dosen verkauft; in jüngerer Zeit wird meist in 0,33-Liter- und 0,5-Liter-Bierflaschen, seit 2009 aber auch in 0,75-Liter-PET-Flaschen abgefüllt.
- Ab den 1980ern trat Karamalz verstärkt als Sponsor im Eishockey auf, insbesondere als Trikotsponsor der deutschen Eishockeynationalmannschaft.
- 1994 wurde ein Werbespiel namens „Karamalz Cup Eis Hockey“ für den Commodore Amiga, den Commodore 64 und den Commodore 128 veröffentlicht.
- Seit 2006 ist Karamalz einer der Hauptsponsoren der Sportveranstaltung „Mannheimer Kindersportwoche“.
- Im Gegensatz zu anderen Malzbieren wurde Karamalz nur in Frankfurt am Main durch Henninger und wird seit der Übernahme ausschließlich bei der Eichbaum-Brauerei in Mannheim hergestellt, wodurch sich der weltweit gleichmäßige Geschmack erklären lässt.
- Der größte Wettbewerber ist Vitamalz.